# 일수회
일수회(一水會, 일본어: 一水会 잇스이카이[*])는 일본의 우익 민족주의 단체. 일본의 신우익, 반미 우익의 대표적인 단체다. 1970년 11월 25일 미시마 유키오 등의 할복 자살을 계기로 1972년 5월 30일 결성됐다. 초창기 회원은 스즈키 구니오, 아베 쓰토무 등이다. 2012년 현재 회장은 기무라 미쓰히로. 기관지 '레콘키스타(RECONQUISTA)'를 발행하고 있다. 

## 같이 보기
- 반미보수
- 미시마 유키오
- 신우익
- 재일 특권을 용납하지 않는 시민 모임(재특회)
  - 사쿠라이 마코토
- 야스다 고이치